# Мајански календар
Мајански календар је заправо систем различитих календара и алманаха које је користила Цивилизација Маја у претколумбовској Мезоамерици. Ти календари су могли синкронизирани и спајани на разне сложене начине, па су њихове комбинације омогућавале стварање већих и ширих циклуса. Основе календарског система Маја се темеље на систему који је био у широкој употреби у цијелој регији, а чији почеци датирају најкасније од 6. века п. н. е.. Он дијели многе карактеристике с календарима које су користиле раније мезоамеричке цивилизације као што су Запотеци и Олмеци, односно које су користиле новије цивилизације као Mixteci и Астеци. Иако мезоамерички календари нису настали заједно с Мајама, њихово накнадно проширење и рафинирање их је учинило најсофистициранијама. Заједно с астечким, календари Маја су најбољи документирани и најбоље схваћени. Према митолошкој традицији Маја, које се наводе у записима с Јукатана у колонијалном периоду и реконструисаних на темељу касних класичних и посткласичних натписа, божанству Ицамни се често приписује то да је прецима Маја донио знање о календарском систему, исто као и писмо и друге темеље културе Maya.

## Генерални преглед
Од ових календара, најзначајнији је онај са периодом од 260 дана. Овакав календар је био превалентан у свим мезоамеричким друштвима и велике је старине (скоро сигурно је најстарији међу календарима). Још увек се користи у неким регионима државе Oaxака и међу Мајама на гватемалским висијама. Мајанска верзија је међу проучаваоцима позната као Цолкин или (по ревидираном правопису Academia de las Lenguas Mayas de Guatemala) Tzolk'in. Цолкин је комбинован са календаром од 365 дана (који се зове Хааб или Haab' ), тако да формира синхронизовани циклус који траје 52 Хааба, који се зове Календарски круг (или обилазак). Важне компоненте Цолкина и Хааба су мањи циклуси, од 13 дана (trecena, код Цолкина) и од 20 дана (veintena, код Хааба).
За праћење дужих периода времена и уписивање календарских датума (тј. утврђивање када се неки догађај десио у односу на друге), коришћен је другачији облик календара. Овај облик, познат као Дуго бројање (могло би се рећи и Дуги избројак или рачун), почива на броју дана протеклих од митолошке почетне тачке. Према корелацији између Дугог бројања и западних календара коју је прихватила велика већина проучавалаца Маја (позната као ГМТ корелација, по почетним словима презимена људи који су је израчунали), ова почетна тачка одговара 11. августу 3114. п. н. е. по пролептичком грегоријанском календару, одн. 6. септембру/рујна исте године по јулијанском календару (одн. -3113. години по астрономски). Гудмен-Мартинез-Томпсонову корелацију је изабрао Томпсон 1935. на основу ранијих корелација Џозефа Гудмена из 1905. (11. август), Хуана Мартинеза Ернандеза из 1926. (12. август) и Џона Ерика Сиднија Томпсона из 1927. (13. август). Захваљујући својој линеарној природи, Дуго бројање се може продужити до било ког датума/надневка далеко у будућности или прошлости. Овај календар подразумева коришћење позиционе нотације, у којој свака позиција означава увећани умножак броја дана. Мајански бројеви су у суштини вигесимални, тј. имају основу 20, што значи да свака јединица дате позиције представља 20-струку вредност позиције која јој претходи (са десне стране). Направљен је важан изузетак за вредност друге позиције, која (уместо 20 × 20) представља 18 × 20, или 360 дана, што боље апроксимира соларну годину него 20 × 20 = 400 дана. Ипак, треба приметити да су циклуси Дугог бројања независни од соларне године.
Многи мајански натписи Дугог бројања су допуњени тзв. Лунарнин низовима, још једним обликом календара, који даје информацију о месечевим менама и положајем Месеца у полугодишњем циклусу лунација.
Праћен је и Венерин циклус од 584 дана, којим су праћени појава и конјункције Венере као јутарње и вечерње звезде. Многи догађаји у овом циклусу су сматрани неповољним и штетним, па је ратовање повремено темпирано да коинцидира са фазама овог циклуса.
Праћени су и други циклуси, мање коришћени или слабије схваћени, комбинације календарске прогресије. У неким натписима се помиње циклус од 819 (7×9×13) дана; такође су познати опетовани скупови 9- и 13-дневних интервала повезаних са различитим групама божанстава, животиња и других значајних концепата.

## Мајански концепти времена
Развојем календара Дугог бројања са позиционом нотацијом (за који се верује да је наслеђен од ранијих мезоамеричких култура), Маје су имале елегантан систем којим су догађаји могли бити бележени у међусобном линеарном односу, као и у односу на сам календар ("линеарно време"). Теоретски, овај систем се лако могао продужити да означи сваку жељену дужину времена, једноставним додавањем позиција вишег реда (чиме би се стварао све виши редослед умножака дана, са сваким даном јединствено идентификованим својим бројем из Дугог бројања). У пракси, већина мајанских натписа са Дугим бројањем се ограничила да бележи само првих пет коефицијената (тзв. b'ak'tun-ски рачун), јер је ово било адекватније за изражавање сваког историјског или актуелног датума (радило се о распону од око 5125 соларних година). Ипак, постоје неки натписи који су бележили или имлицирали дуже секвенце, што указује да су Маје добро разумеле линеарни концепт времена (прошлост-садашњост-будућност).
Али, као и у другим мезоамеричким друштвима, понављање разних календарских циклуса, природни циклуси видљивих појава и понављање и обнова сликовља смрт-препород у њиховим митолошким традицијама, били су важни и свеприсутни утицаји на мајанска друштва. Ово концептуално гледиште, у којем је наглашена „циклична природа“ времена, било је врло истакнуто, тако да су се многи ритуали бавили довршењем и поновним догађањем разних циклуса. Пошто су се поједине календарске конфигурације понављале, исто је важило и за „натприродне“ утицаје с којима су оне биле повезане. Тако се сматрало да неке календарске конфигурације поседују особит „карактер“, који би утицао на догађаје у данима са таквом конфигурацијом. Онда би се из знамења повезаних са неком конфигурацијом могло прорицати, јер би догађаји неког будућег надневка били подложни истим утицајима као и одговарајући надневци из претходног циклуса. Догађаји и церемоније би били темпирани тако да падну на повољне дане и избегну „баксузне“.
Довршење значајних календарских циклуса ("завршеци периода"), као к'атун-ски циклус, су често били означавани подизањем и посвећењем неких обележја, нпр. комплекса двојне пирамиде попут оних у Тикалу и Yaxha-i; довршење споменика је било праћено церемонијама посвећења, натписи на стелама би остајали у знак сећања.
У мајанским описима постанка света је такође примећено циклично тумачење. Садашњем свету и људима су претходили други светови (од једног до пет, зависно од традиције) које су богови створили у различитим облицима, али су касније уништени. И садашњи свет је на климавим ногама, што захтева молбе и повремене понуде жртви како би се одржала равнотежа и наставило постојање. Сличне теме се налазе у описима постања других мезоамеричких друштава.

## Tzolk'in
Неки мајанисти користе назив Цолк'ин (по модерној мајанској ортографији; такође и tzolkin, у овом чланку и „цолкин") за мајански Свети круг (обилазак) тј. календар од 260 дана. Цолкин је кованица на језику Јукатек Маје која значи „број дана“ (Coe 1992). О правим именима овог календара која су користили претколумбијске Маје научници још дебатују. Астечки календарски еквивалент је називан Tonalpohualli на језику Нахуатл. Овај циклус је био синхронизован у више региона, за разлику од године Хааб.
Цолкин календар комбинује двадесет имена за дане са тринаест бројева из циклуса trecena чиме производи 260 јединствених ознака за дане. Њиме се одређује време религијских и церемонијалних догађаја, а користи се и за прорицање. Сваки дан је побројан од 1 до 13 па онда опет од 1. Засебно од овога, сваком дану је дато име по редоследу из низа од 20 имена за дане:
| Ред. Бр.1 | Име Дана 2 | Пример глифа 3 | Јукатек 16. век 4 | Клас. мајански реконстр. 5 | Ред. Бр.1 | Име Дана 2 | Пример глифа 3 | Јукатек 16. век 4 | Клас. мајански реконстр. 5 |
| --- | ---------- | -------------- | ----------------- | -------------------------- | --------- | ---------- | -------------- | ----------------- | -------------------------- |
| 01 | Imix'      |                | Imix              | Imix (?) / Ha' (?)         | 11        | Chuwen     |                | Chuen             | (непознато)                |
| 02 | Ik'        |                | Ik                | Ik'                        | 12        | Eb'        |                | Eb                | (непознато)                |
| 03 | Ak'b'al    |                | Akbal             | Ak'b'al (?)                | 13        | B'en       |                | Ben               | (непознато)                |
| 04 | K'an       |                | Kan               | K'an (?)                   | 14        | Ix         |                | Ix                | Hix (?)                    |
| 05 | Chikchan   |                | Chicchan          | (nepoznato)                | 15        | Men        |                | Men               | (непознато)                |
| 06 | Kimi       |                | Cimi              | Cham (?)                   | 16        | K'ib'      |                | Cib               | (непознато)                |
| 07 | Manik'     |                | Manik             | Manich' (?)                | 17        | Kab'an     |                | Caban             | Chab' (?)                  |
| 08 | Lamat      |                | Lamat             | Ek' (?)                    | 18        | Etz'nab'   |                | Etznab            | (непознато)                |
| 09 | Muluk      |                | Muluc             | (непознато)                | 19        | Kawak      |                | Cauac             | (непознато)                |
| 10 | Ok         |                | Oc                | (непознато)                | 20        | Ajaw       |                | Ahau              | Ajaw                       |
| Примедбе: 1. Редослед именованог дана у Цолкин календару (не мешати са бројем [од 1 до 13] из trecena-e!) 2. Име дана по стандардизованом и ревидираном правопису гватемалске Академије мајанских језика 3. Егземпларни глиф (логограм) за именовани дан. Имајте у виду да је за већину забележено неколико различитих облика; овде приказани су типични за резбарене споменичке натписе (ово су "картуш" верзије) 4. Име дана на основу описа Јукатек Маја у 16. веку, углавном записао Дијего де Ланда; ова ортографија је (донедавно) доста коришћена 5. Право име дана, како је гласило у време Класичног периода (ца. 200–900.) када је настала већина натписа, у већини случајева није познато. Овде дате верзије (на класичном Мајанском, главном језику натписа) су реконструисане на основу фонолошких доказа, ако их има; знак '?' указује да је реконструкција несигурна. |            |                |                   |                            |           |            |                |                   |                            |

Неки системи су почињали бројање са 1 Imix, а затим 2 Ik', 3 Ak'b'al, итд. све до 13 B'en. Затим бројеви trecena-e опет крећу од 1 а секвенца именованих дана се наставља, па су следећи дани 1 Ix, 2 Men, 3 K'ib', 4 Kab'an, 5 Etz'nab', 6 Kawak i 7 Ajaw. Сада је употребљено свих 20 именованих дана, па се они понављају а бројчана секвенца се наставља, тако да после 7 Ajaw долази 8 Imix'. Тако је потребно 260 дана да се доврше понављања ових преклопљених циклуса од 13 и 20 дана (за све могуће комбинације броја и имена).
По овоме, и ако се као први дан узме јулијански датум 584283 (ГМТ корелација), почеци актуелнијих Цолкина (1 Imix') су: 7. април 2008, 23. децембар 2008. итд.

### Прорицање
Сваки дан Цолкина има Духа Заштитника који утиче на догађаје. Ah K'in, мајански свештеник-шаман, чија титула значи „Чувар дана“, чита Цолкин како би одредио одговоре на да/не питања, као и на сложенија питања у вези здравља, богатства и породице. Свети календар се такође користи да се одреде најповољнији надневци за кућне, родовске и сеоске ритуале.
Када се дете роди, Чувар дана тумачи циклус Цолкин како би открио бебин карактер (слично као данас наталном картом). Нпр. за дете рођено на дан Ak'b'al се мисли да је женствено, богато и вешто са речима. Такође се верује да овакав дан рођења (поред још неких) даје детету способност да прима поруке из натприродног света путем телесних трзаја од „крвне муње“, тако да оно може постати шамански свештеник или Брачни гласноговорник.
Има још неких облика прорицања по мајанском календару, у којима се користи свето корално семење које сваки календарски гатар носи у торбици са кристалима и „другим ситницама“ (Tozzer 1941).
Претколумбијске Маје су практиковале један облика библиомантије (прорицања из књиге), у којој би бацили семење на календар како би одредили добре и лоше дане за ту годину.
Претколумбијски и данашњи мајански свештеници су такође гатали уз помоћ гомилица од 4-5 зрна пасуља која су одбројавана од текућег дана светог календара.
Данашње Маје такође користи картомантију (гледање у карте), где 52 карте из шпила представљају 52 Носитеља Године из мајанског календарског круга.
Шамани такође проричу и без употребе светог календара, нпр. гледањем у кристал, огледало и воду; запоседнутошћу духовима итд.

### ПореклоTzolk'ina
Разне теорије су изложене у чланцима Мезоамерички календари и Тзолк'ин. Поменућемо ону која се позива на чињеницу да се на 15° северне географске ширине, Сунце два пута у години, са размаком од 260 дана, нађе вертикално изнад главе, у зениту неба.
Такође неки наводе (аритметичке барем) везе са другим елементима календара. Са соларном и Хааб годином: 1461×260 = 1040×365,25 и 73×260 = 52×365; са тун-ом (из Дугог бројања): 18×260 = 13×360; са Венериним синодичким периодом (“годином”) од око 584 дана и годином Хааб: 146×260 = 65×584 = 104×365 (2 Календарска круга); са Месечевим кретањем: (46×260)/405 = 29,5309 дана, што је само 24 секунде дуже од данас познате дужине синодичког месеца.

## Haab'
| Име          | Значење†           |
| ------------ | ------------------ |
| Pop          | простирка          |
| Wo           | црна конјункција   |
| Sip          | црвена конјункција |
| Sotz'        | шишмиш             |
| Sek          | ?                  |
| Xul          | пас                |
| Yaxk'in      | ново сунце         |
| Mol          | вода               |
| Ch'en        | црна олуја         |
| Yax          | зелена олуја       |
| Sac          | б(иј)ела олуја     |
| Keh          | црвена олуја       |
| Mak          | ограђен            |
| K'ank'in     | жуто сунце         |
| Muwan        | сова               |
| Pax          | време сетве        |
| K'ayab'      | корњача            |
| Kumk'u       | амбар              |
| Wayeb'       | пет несрећних дана |
| † Jones 1984 |                    |

Haab'; је био мајански соларни календар, састављен од 18 месеци од по 20 дана, плус период од пет дана ("безимених дана") на крају године (Wajeb'  по новој ортографији или Uayeb по оној из 16. века). Bricker (1982) процењује да је Хааб први пут употребљен око 550. п. н. е. са зимском краткодневицом као почетном тачком.
Имена месеци из Хааба су данас позната по њима одговарајућим именима на језику Јукатек Маја из колонијалног доба, како су их записали извори из 16. века (нарочито Дијего де Ланда и књиге као Чилам Балам из Чумајела). Фонемске анализе глифовских имена из Хааба на претколумбијским мајанским натписима су показале да су имена ових 20-дневних периода значајно варирала од једног до другог региона и од периода до периода, што је одражавало разлике у основном језику/језицима и употреби у Класичној и Посткласичној ери, пре него што су их забележили шпански извори.
Сваки дан у Хааб' календару је био идентификован бројем дана у месецу и именом месеца. Бројеви дана су почињали глифом који се преводи као „смештај“ именованог месеца, који се обично сматра као 0. дан тог месеца, мада га мањина сматра за 20. дан претходног месеца. У овом другом случају, смештај месеца Pop је 5. дан Wayeb'-a. За већину је први дан године дан 0 Pop (смештај Попа). Затим би следили 1 Поп, 2 Поп... до 19 Поп, a следећи би био 0 Wo, 1 Wo итд.
Почеци актуелнијих Хааб'-ова (0 Pop) су: 3. април 2008. и исти датум/надневак закључно са 2011.
Пошто је свака година имала 365 дана, а именованих дана из Цолкина било 20, годину је могао почети само један од четири именована дана (Ик, Маник, Еб, Кабан; текући Хааб је почео овим последњим.
), у комбинацији са једним од 13 бројева. Ови дани су се називали Носитељи године или Носачи године (јер је време било замишљено као путовање кроз вечност током којег су деификовани бројеви носили на леђима свој терет - такође деификовани временски период) и њима су биле приписане четири стране света и четири боје. .
Што се тиче праћења годишњих доба, Хааб' је примитиван и нетачан, јер сматра да свака година има 365 дана, док је тропска година дужа за скоро четвртину дана. Ово значи да календар жури један дан сваких четири године у односу на годишња доба, па месеци названи по неком годишњем добу му после неколико столећа више не одговарају. По овоме је Хааб' сличан „лутајућој години“ египатског календара. Неки тврде да су Маје знале за ово и надокнађивале грешку од четврт дана, мада њихов календар није укључивао ништа налик преступној години, што су прво применили Римљани.

### Wayeb'
Пет безимених дана на крају календара (Wayeb') су сматрани за опасно време. Фостер (2002) пише: „Током Уајеба, портали између света људи и Подземља су падали. Никакве границе нису спречавале злонамерна божанства да изазивају катастрофе“. Да би одбили ове зле духове, Маје су се служиле обичајима и ритуалима. Нпр. људи су избегавали да напусте своје куће или да перу или чешљају косу.

## Календарски круг
Системи Цолкина и Хааба нису нумерисали године. Комбинација надневака по Цолкину и Хаабу су били довољни да довољно тачно идентификују дан за потребе већине људи, јер се таква комбинација опет понављала тек за 52 године, дуже од просечног животног века.
Тај циклус од тачно 52 Хааба (18.980 дана или 13 дана краће од 52 године са просечно 365,25 дана) се зове Календарски круг. Облик датума би могао бити нпр. 7 B'en 16 Wo, за 9. 5. 2008. Следећи дан са истом ознаком ће бити 26. 4. 2060. Крај Календарског круга се међу Мајама сматрао периодом немира и зле среће, у коме се ишчекивало хоће ли им богови дати још један круг.

## Дуго бројање
Датуми/надневци Календарског круга су јединствени само у интервалу од око 52 соларне године, што је довољно у распону једног животног века. Да би се прецизно забележила историја у дужем временском периоду, потребан је финији метод датирања, што су Мезоамериканци решили календаром Дугог бројања (могло би се рећи и Дугог избројка, рачуна, и сл.).
Мајанско име за дан је k'in. Двадесет кинова је winal или uinal. Затим, 18 уинала чине tun. Онда опет 20 тунова чине k'atun. Двадесет к'атуна представљају b'ak'tun.
Календар Дугог бројања идентификује надневак рачунањем броја дана протеклих од 11. августа 3114. п. н. е. (ретроактивно грегоријански, најприхваћенији датум; јулијански датум 584.283); по Календарском кругу то је био дан 4 Ахау 8 Кумку. Ови дани се, како се може наслутити из претходног пасуса, не броје децимално, као по западном систему бројања, већ по (модификованој) бази 20. То значи да је 0.0.0.1.5 једнако 25 (здесна: 5×1 + 1×20) а 0.0.0.2.0 је 40 (2×20). Изузетак је број уинала (3. позиција здесна) којих има највише 18; то значи да Дуги рачун доследно користи базу 20 само ако за главну јединицу мерења сматрамо тун (= 360 дана, близу соларне године), а не к'ин. Јединице к'ин и уинал би били број дана у туну. Дугорачунски израз 0.0.1.0.0 представља 360 дана, уместо 400 (да је доследно спроведен вигесимални систем).
| Дана    | Период Дугог рачуна | Период Дугог рачуна | Прибл. соларних година |
| ------- | ------------------- | ------------------- | ---------------------- |
| 1       | = 1 K'in            |                     |                        |
| 20      | = 20 K'in           | = 1 Winal           | 1/18th                 |
| 360     | = 18 Winal          | = 1 Tun             | 1                      |
| 7,200   | = 20 Tun            | = 1 K'atun          | 20                     |
| 144,000 | = 20 K'atun         | = 1 B'ak'tun        | 395                    |

Постоје још четири, ретко коришћена, циклуса вишег реда: piktun, kalabtun, k'inchiltun, и alautun.
Нпр. 12.5.2008. би одговарао дугорачунском изразу 12.19.15.5.16 што заправо значи да је овај дан (16×1 + 5×20 + 15×360 + 19×7200 + 12×144.000 =) 1.870.316 дана после поменутог базног надневка.
Пошто су датуми Дугог рачуна недвосмислени, овај метод је био нарочито погодан за споменике. Споменички натписи би укључивали не само 5 бројева Дугог бројања већ и два цолкин знака испред два хааб знака.
Мезоамерички календар Дугог бројања чини основу за New Age веровање, које је први изложио José Argüelles, да ће се око 21. децембра 2012. догодити катаклизма, што мајанистички научници сматрају погрешним тумачењем, да би, уместо тога, за Маје то било велико славље.

## Венерин циклус
Венерин циклус је био још један важан циклус за Маје. Маје су биле вешти астрономи, Венерин циклус су могли израчунати са великом прецизношћу. У Дрезденском кодексу (једном од Мајанских кодекса) је посвећено шест страница тачном рачунању положаја Венере. Маје су велику тачност постизале дугогодишњим пажљивим осматрањем. Постоје разне теорије зашто је Венерин циклус био нарочито важан за Маје, међу њима и веровање да је био повезан са ратовањем и коришћен за утврђивање повољног времена (тзв. елекциона астрологија) за устоличења владара и рат. Мајански владари су планирали да ратови почињу када се Венера уздиже. Могуће је да су Маје пратиле и кретања других планета, нпр. Марса, Меркура и Јупитера.